# Кубок СССР по хоккею с шайбой 1954
Четвёртый розыгрыш Кубка СССР по хоккею с шайбой, в связи с участием сборной СССР в чемпионате мира, прошёл по изменённой по сравнению с прошлыми сезонами схеме – четыре сильнейшие команды чемпионата начинали турнир сразу с четвертьфинальной стадии, после возвращения их игроков из Швеции, остальные 20 команд играли в три этапа за право участия в четвертьфинале.

К участию были допущены все 16 команд чемпионата СССР (9 из класса «А» и 7 из класса «Б»), и обладатели кубков текущего сезона Москвы, Ленинграда и союзных республик.

## Список участников
| Команды класса «А» | Команды класса «Б» | Остальные команды |
| --- | --- | --- |
| - «Авангард» Челябинск - «Даугава» Рига - «Динамо» Ленинград - «Динамо» Москва - «Динамо» Свердловск - «Зенит» Москва - ДО Ленинград - Клуб им. К.Маркса Электросталь - ЦДСА | - «Динамо» Новосибирск - «Динамо» Таллин - «Медик» Ленинград - «Спартак» Свердловск - «Торпедо» Горький - СК им. Свердлова Молотов - СК им. Сталина Молотов | - «Локомотив» Москва (обладатель Кубка Москвы) - «Авангард» Ленинград (обладатель Кубка Ленинграда) - «Химик» Воскресенск (обладатель Кубка РСФСР) - ? (обладатель Кубка КФССР) - «Калев» Таллин (обладатель Кубка ЭССР) - ДО Рига (обладатель Кубка ЛатССР) - «Спартак» Вильнюс (чемпион, возможно обладатель Кубка ЛитССР) - «Медик» Минск (обладатель Кубка БССР) - «Машиностроитель» Киев (чемпион УССР) |

## 1/32 финала
| 09.02.1954 | «Медик» Минск          | «Медик» Ленинград              | 3:8  |
| ??.02.1954 | ДО Рига                | «Даугава» Рига                 | 4:11 |
| ??.02.1954 | «Химик» Воскресенск    | Клуб им. К.Маркса Электросталь | 3:9  |
| 19.02.1954 | «Машиностроитель» Киев | «Торпедо» Горький              | 0:2  |
| ??.02.1954 | «Локомотив» Москва     | СК им. Сталина Молотов         | 7:4  |

## 1/16 финала
| 03.02.1954 | «Динамо» Новосибирск           | «Авангард» Челябинск     | 3:4  |
| ??.02.1954 | «Динамо» Свердловск            | «Спартак» Свердловск     | 6:4  |
| 12.02.1954 | «Авангард» Ленинград           | «Динамо» Таллин          | 3:1  |
| 15.02.1954 | «Медик» Ленинград              | «Даугава» Рига           | 4:11 |
| ??.02.1954 | «Калев» Таллин                 | «Спартак» Вильнюс        | 11:3 |
| 22.02.1954 | Клуб им. К.Маркса Электросталь | «Торпедо» Горький        | 8:5  |
| ??.02.1954 | «Локомотив» Москва             | СК им. Свердлова Молотов | 4:1  |

## 1/8 финала
| 21.02.1954 | «Авангард» Ленинград           | «Динамо» Ленинград  | 0:10 |
| 21.02.1954 | «Даугава» Рига                 | «Калев» Таллин      | 30:2 |
| 27.02.1954 | «Авангард» Челябинск           | «Динамо» Свердловск | 7:2  |
| 28.02.1954 | Клуб им. К.Маркса Электросталь | «Локомотив» Москва  | 5:3  |

## 1/4 финала
| 09.03.1954 | «Динамо» Ленинград | ДО Ленинград                   | 3:4 |
| 14.03.1954 | «Зенит» Москва     | «Авангард» Челябинск           | 6:1 |
| 14.03.1954 | «Динамо» Москва    | Клуб им. К.Маркса Электросталь | 4:2 |
| 15.03.1954 | «Даугава» Рига     | ЦДСА                           | 2:5 |

## 1/2 финала
| 17.03.1954 | «Зенит» Москва  | ДО Ленинград | 6:0 |
| 18.03.1954 | «Динамо» Москва | ЦДСА         | 1:5 |

## Финал
| 21.03.1954 11:00 | ЦДСА | 4:3 (д.в.) (0:2, ?:?, ?:?, 1:0) | «Зенит» Москва | Стадион «Динамо», Москва |

| Отчёт                                    | Отчёт                       | Отчёт                              | Отчёт           | Отчёт                                               |
| ---------------------------------------- | --------------------------- | ---------------------------------- | --------------- | --------------------------------------------------- |
|                                          |                             |                                    |                 |                                                     |
|                                          | Николай Пучков              | Вратари                            | Борис Запрягаев | Судьи: Н.Канунников (Москва) П.Севостьянов (Москва) |
|                                          | Голы:                       |                                    |                 | Судьи: Н.Канунников (Москва) П.Севостьянов (Москва) |
| В.Бобров А.Комаров А.Черепанов А.Комаров | 0:1 0:2 1:2 2:2 3:2 3:3 4:3 | Н.Хлыстов 60' Н.Хлыстов (М.Бычков) |                 | Судьи: Н.Канунников (Москва) П.Севостьянов (Москва) |
|                                          |                             |                                    |                 | Судьи: Н.Канунников (Москва) П.Севостьянов (Москва) |
|                                          |                             |                                    |                 | Судьи: Н.Канунников (Москва) П.Севостьянов (Москва) |
|                                          |                             |                                    |                 | Судьи: Н.Канунников (Москва) П.Севостьянов (Москва) |
|                                          |                             |                                    |                 | Судьи: Н.Канунников (Москва) П.Севостьянов (Москва) |
|                                          |                             |                                    |                 |                                                     |

Итог финала был оспорен проигравшей командой. Причиной стало нарушение правил в дополнительном периоде против Котова (бросок под ноги клюшки) при его выходе один на один с вратарём ЦДСА. Вместо назначения, положенного в таком случае, штрафного броска, судьи с запозданием зафиксировали у игрока «Зенита» положение «вне игры». Протест был удовлетворён, на следующий день была назначена переигровка.
| 22.03.1954 20:45 | ЦДСА | 3:2 (2:1, 1:0, 0:1) | «Зенит» Москва | Стадион «Динамо», Москва |

| Отчёт                              | Отчёт               | Отчёт                          | Отчёт           | Отчёт                                     |
| ---------------------------------- | ------------------- | ------------------------------ | --------------- | ----------------------------------------- |
|                                    |                     |                                |                 |                                           |
|                                    | Николай Пучков      | Вратари                        | Борис Запрягаев | Судьи: Ю.Варакин (Москва) А.Годесс (Рига) |
|                                    | Голы:               |                                |                 | Судьи: Ю.Варакин (Москва) А.Годесс (Рига) |
| Д.Уколов 6' И.Трегубов Н.Сологубов | 1:0 1:1 2:1 3:1 3:2 | Н.Хлыстов 60' А.Гурышев (бол.) |                 | Судьи: Ю.Варакин (Москва) А.Годесс (Рига) |
|                                    |                     |                                |                 | Судьи: Ю.Варакин (Москва) А.Годесс (Рига) |
|                                    |                     |                                |                 | Судьи: Ю.Варакин (Москва) А.Годесс (Рига) |
|                                    |                     |                                |                 | Судьи: Ю.Варакин (Москва) А.Годесс (Рига) |
|                                    |                     |                                |                 | Судьи: Ю.Варакин (Москва) А.Годесс (Рига) |
|                                    |                     |                                |                 |                                           |